# Кет Пауер
Чарлин Мари Чан Маршал (енгл. Charlyn Marie Chan Marshall, познатија као Кет Пауер енгл. Cat Power; Атланта, 21. јануар 1972) америчка је кантауторка, музичарка и модел. Име Кет Пауер је назив првог бенда певачице, али је постало и њено сценско име као соло уметнице.
Рођена је у Атланти, одрасла у разним деловима Сједињених Држава, а каријеру је започела у локалним бендовима Атланте, почетком деведесетих година. Након успостављања сарадње са Лиз Фер, сарађивала је и са Стивом Шелијем и Соник Јаутом, са којима је издала прва два студијска албума, Dear Sir (1995) и Myra Lee (1996) и потписала уговор са издавачком кућом Matador records, након чега је објавила и трећи албум под називом . Након тога објавила је и албум Moon Pix који је добио углавном позитивне критике, а снимљен је са аустралијским бендом Dirty Three. Пети студијски албум под називом The Covers Record певачица је објавила 21. марта 2000. године и он садржи обрађене песме. 
Након краће паузе певачица је 2003. године објавила шести студијски албум под називом , а на њему су готовали музичари Дејв Грол и Еди Ведер. Седми студијски албум The Greatest објављен је 2006. године, а на њему је гостовао велики број музичара из Мемфиса. Наредни албум, под називом  објављен је 2008. године, а 2012. године девети студијски албум певачице, под називом , који је издала у самосталној продукцији, а он се нашао на десетом месту музичке листе Билборд 200.  Критичари су приметили да певачица комбинује жанрове као што су панк, фолк и блуз на њеним првим албумима, као и елементе соула и других жанрова на каснијим материјалима.

## Биографија
Кет Пауер рођена је 21. јануара 1972. године у Атланти. Друго је дете у породици Чарлија Маршала, блуз музичара и пијанисте и Мире Ли Маршал. Кет има старију сестру Миранду. Њени родитељи су се развели 1979. године, њена мајка се поново удала и добила сина Лемија. Кет је похађала десет различитих школа широм југа Сједињених Држава, а током детињства о њој се често бринула њена баба. Током младости није смела да купује плоче, али је слушала збирку плоча њеног очуха, која је обухватала издања музичара као што су Отис Рединг, Creedence Clearwater Revival и Ролингстонсе, Бери Вајта и друга. У шестом разреду основне школе успоставила је надимак Чен који ће касније професионално користити.
Када је имала тринаест година волела је да слуша бендове као што су The Smiths, The Cure и Siouxsie and the Banshees. Певачица је морала да штеди паре како би купила касете, а прву коју је добила била је америчког панк рок бенда Misfits. Када је напунила шестанест година престала је да контактира са мајком, а нису имале контакт до њене двадесет и четврте године. Религија је значајно утицала на њено одрастање, њен отац је био Јеховин сведок, а она је са баком похађала цркве Јужног баптиста, где је почела да пева.
Године 2005. Кет је започела везу са америчким глумцем Ђованијем Рибисијем и живела са њим и његовом четрнаестогодишњом ћерком у Лос Анђелесу. Пар је такође имао кућу за изнајмљивање у Малибуу, коју је Кет користила као студио. Након што је објавила албум The Greatest, Кет је отказала престојећу турнеју за пролеће 2006. године и искористила слободно време како би решила менталне проблеме, а примљена је у психијатриску клинику у Мајамију, где се задржала седам дана. У јуну 2012. године у медијима је објављено да је Кет прекинула емотивну везу са Рибисијем. Након тога Кет је имала здравствених проблема, 2012. године отказала је европску турнеју из разлога што је више пута хоспиталозована.
У априлу 2015. године певачица се породила и добила сина, али јавности није откриле име дететовог оца.
На добротворној музичкој компилацији, која је објављена 2009. године под називом Dark Was the Night, Кет је учествовала са уживо песмом Amazing Grace, заједно са музичком групом Dirty Delta Blues band. Компилација је изашла под окриљем издавачке куће 4AD, а све у циљу прикупљања финансијских средстава за оболеле од ХИВ вируса. Дана 25. децембра 2011. године Кет је објавила нову верзију песме King Rides By за преузимање са њеног веб-сајта, а сав приход од продаје песме дониран је једној дечијој фондацији и Форни центру.

## Каријера

### 1992—1995: Почетак каријера
Први инструмент који је Кет свирала била је гитара, коју је научила сама да свира. Док је радила у пицерији крајем осамдесетих година, почела је да прави музику у Атланти, заједно са Гленом Трашером, Марком Муром, Демоном Муром и Флечером Лигеротом, а окупљали су се у подруму. Група је добила понуде да наступа и морали су брзо да смисле име, а изабрали су Cat Power. Док је живела у Атланти, Кет је свирала на својим првим емисијама уживо, као подршка пријатељима, који су били у бендовима Opal Foxx и Magic Bone. У интервјуу из 2007. године Кет је објаснила да је сама музика била више експериментална и да су свака свирка за њу и њене пријатеље били поводи да се напију или да конзумирају дрогу. Такође у интервјуу је истакла да је један број њених вршњака постао завистан од хероина.  Након смрти свог дечка и губитка најбољег пријатеља који је преминуо од последица ХИВ вируса, Кет се 1992. године преселила у Њујорк, са Гленом Трашером. Нови дечко помогао јој је да добије посао у ресторану. Нови партнер упознао ју је са слободном џез експерименталном музичком сценом у Њујорку. Након што је присуствовала концерту Антонија Бракстона, одржала је свој први шоу импровизоване музике у Бруклину. Након тога Кет се упознала са члановима бенда God Is My Co-Pilot, који су јој помогли да објави први сингл под називом Headlights у ограниченом тиражу од 500 примерака, под окриљем њихове издавачке куће Making of Americans. Кет је истовремено снимила своја прва два албума Dear Sir и Myra Lee у децембру 1994. године у малом подрумском студију у близини Мот Стрита у Њујорку, са гитаристом Тимом Фољаном и Соником Јаутом и бубњарем Стивом Шилом, који се са Кет упознао 1993. године. Певачица је у једном дану снимила двадесет песама а оне су подељене у два албума, Dear Sir и Myra Lee која су објављена у октобру 1995. и марту 1996. године. Као први албум Кет води се албум Dear Sir.

### 1996—2003: Рана издања Матадора
Године 1996. Кет је потписала уговор са издавачком кућом Matador records и у септембру исте године објавила трећи студијски албум под називом What Would the Community Think, а он је снимљен у Мемфису у фебруару 1996. гоидне. Албум је продуцирао Шели, који је са Фољаном био и на позадинским вокалима песама на албуму.
Након објављивања албума What Would the Community Think, Кет је отпутовала у Јужну Африку, након чега је напустила Њујорк и преселила се у Портланд у Орегону, где је радила као бебиситерка. У пролеће 1997. године са тадањшим дечком преселила се у сеоску кућу у Просперити у Јужној Каролини. Тамо је написала шест нових песама, а већина њих нашле су се на њеном наредном албуму Moon Pix (1982), који је снимила у Синг синг студију у Мелбурну са позадинским вокалима музичара Мика Тајнера и Џима Вајта из аустралијског бенда Dirty Three. Албум је добио углавном позитивне критике, као и спот за песму Cross Bones Style. Током 1999. године Кет је наступила у великом броју емисија, где је пружала музичку пратњу. Материјали и омот емисија нашли су се на њеном петом албуму под називом , који је објављен 2000. године. Песме са албума снимане су у периоду од 1998. до 1999. године.
Почетком двехиљадитих година, Кет је радила као модел. У фебруару 2003. године Кет је објавила албум под називом You Are Free а на њему су готовали музичари као што су Дејв Грол и Ворен Елис. Албум се нашао на сто и петом месту музичке листе Билборд 200, а за песму He War снимљен је видео спот. Певачица је након тога, током 2003. и 2004. године одржала турнеју у Европи, Бразилу, Сједињеним Америчким Државама и у Аустралији. Током овог периода, Кет је често наступа, а 2003. године амерички недељни часопис The New Yorker истакао је како су њени наступи постали „трагични и непредвидљиви”, а певачица је касније ову критику приписала проблему са алкохолом. У периоду када је певачица објавила шести студијски албум под називом You Are Free, купила је кућу у Мајамију.

### 2004—2011: Комерцијални успех
У октобру 2004. године Matador records објавио је ДВД филм под називом Speaking for Trees који садржи двочасовни снимак певачице Кет која наступа са својом гитаром у шуми. Сет је пропраћен аудио компакт диском који садржи осамнаестоминутну песму Willie Deadwilder, на којој поред Кет учествује и М. Вард, такође на гитари. Дана 22. јануара 2006. године певачица је објавила седми албум под називом , а на њему су гостивали Дејвид Смит, Стив Потс и Лерој Хоџс. Албум се нашао на тридесет и четвртом месту листе Билборд 200. The Greatest проглашен је шестим најбољим албумом 2006. године од стране часописа Ролинг Стоун. У том периоду, Кет је сарађивала са неколико музичара на различитим пројектима, укључујући Мика Колинса на песми Auf Dem Strom, са Карен Елсон на песми Je t'aime... moi non plus и са многим другим. Током јесени 2006. године Кет је постала потпарол компаније Шанел, након што ју је приметио Карл Лагерфелд испред хотела Мерцер у Њујорку.
У јануару 2008. године Кет је објавила други албум са обрадама песмама, под називом Jukebox, а снимљен је са бендом Dirty Delta Blues. Албум садржи оригиналну песму Song to Bobby, који је Кет посветила Бобу Дилану. Албум је објављен у јулу 2008. године. У септембру 2008. године Кет и чланови бенда Dirty Delta Blues снимили су своју верзију песме Space Oddity, коју у оригиналу изводи Дејвид Боуи, за рекламу о аутомобилима Линколн. Године 2013. песма бенда Cat Power's, Have Yourself a Merry Little Christmas коришћена је у божићној реклами компаније Apple Inc.. У децембру 2008. године Кет је објавила ЕП Dark End of the Street на којем се налази шест песама. Године 2009. Кет је гостовала на песми Hold On, Hold On музичара Neko Case, а песме се нашла на албуму Come Easy Go. Године 2011. певачица је гостовала на вокалима за песму Tonight You Belong to Me, музичара Едија Ведера.

### 2012—данас
У фебруару 2012. године Кет је отказала заказано појављивање у Тел Авиву, Израелу, наводећи „велику збрку”, као и да се осећа болесно. Била је суочена са апелима да се Израел бојкотује због сукоба са Палестином. Два месеца касније отказала је и појављивање на музичком фестивалу Коачела, тврдећи да није фер да се тамо појави, а да пре тога није објавила нови албум, на којем је у то време радила. Певачицин девети студији албум под називом  објављен је 29. августа 2012. године, а на њему се налази једанаест песама. Водећи албумски сингл Run је објављен за дигитално преузимање током јуна 2012. године. Песме на албуму садрже елементе електронског звука, чије текстове потписује Кет. Албум је добио углавном позитивне критике, а називан је „страственим поп албумом електронске музике, филтрираним кроз душу кантауторке”. Албум је дебитовао на десетом месту музичке листе Билборд 200, а продат је у више од 23.000 примерака прве недеље од објављивања. У јулу 2015. године, објављено је да ће Кет позајмити глас у документарном филму Јанис: Мала плава девојчица, који је имао премијеру исте године на Филмском фестивалу у Венецији. На телевизији, Кет се појавила у ТВ серији China, IL, у једночасовном музичком специјалу под називом .
Дана 28. јула 2017. године певачица је на Инстаграм налогу објавила да је њен десети студијски албум спреман да буде објављен, али није открила датум изласка. Дана 18. јула 2018. године, певачица је објавила десети студијски албум под називом , а на њему се нашло једанест песама кантри блуз жанра. Објавила је два сингла, Woman са Ланом дел Реј 15. августа и обраду песме Stay, коју у оригиналу изводи Ријана, 18. септембра. Албум је објављен за Domini records. Кет је након тога имала светску турнеју како би промовисала албум.

## Музички правац и перформанс
Издања од Кет често су запажена од стране музичких критичара, због њених мрачних инструментала на песмама, са утицајем блуза и меланхоличних текстова, због чега је добила надимак „Краљица туге”. Певачица са друге стране тврди да је њена музика често погрешно интерпретирана, те да су многе њене песме трјумфалне, а не тужне. Издања групе Cat Power's описана су као спајање елемената панка, фолка и блуза, док су каснија издања од Кет, након 2000. године, почека да укључују софистицираније садржаје и бољу музичку продукцију. Албум The Greatest (2006), певачицинседми студијски албум садржи елементе ритам и блуза, а на инструменталима песама гостовао је бенд под називом . За разлику од њених претходних издања, која су садржала ретке аранжмане на гитари и клавиру, The Greatest је описан као „пуноправни студијски албум са софистицираном продукцијом и старијим играчима.”
Кет је изводила уживо емисије који су биле познате, при чему се њене песме завршавају нагло и стапају једна са другом, без јасних прелаза. Певачица је такође често скраћивала своје наступе, што се у неким приликама приписује страху од бине и утицају алкохола. Певачица је отворено говорила о свом страху и проблему са менталним здрављем, депресијом, проблему са алкохолизмом и злоупотреби психоактивних супстанци. До 2006. године Кет је нашла нове музичке сараднике и престала је да пије, након чега је како тврде музички критикари њен перформанс постао ентузијастичнији и професионалнији.

## Дискографија
Студијски албуми
- Dear Sir (1995)
- Myra Lee (1996)
- What Would the Community Think (1996)
- Moon Pix (1998)
- The Covers Record (2000)
- You Are Free (2003)
- The Greatest (2006)
- Jukebox (2008)
- Sun (2012)
- Wanderer (2018)

## Филмографија
| Улоге Кет Пауер |                     |               |                            |                     |
| Година          | Српски назив        | Изворни назив | Улога                      | Напомена            |
| 2007.           | Месечари            |               | плесачица Клерк            | краткометражни филм |
| 2007.           | Моје ноћи боровнице |               | Каћа                       |                     |
| 2015.           | Америчка удовица    |               | жена која пева             | главна улога        |
| 2015.           |                     |               | Кеико (горила која говори) | анимирана серија    |

## Награде и номинације
- Освојено: Музичка награда Шортлист за албум The Greatest.[111]
- Номинација: Награда Брит за најбољег женског међународног соло извођача (2007)[112]
- Номинација: Најбољи дизајн винила за албум [113]
- Номинација: Награда Брит за најбољег женског међународног извођача (2013)[114]
- Номинација: Награда Антвил за најбољу кинематографију, за спот песме Where Is My Love?[115]
- Номинација: Најбољи међународни поп видео спот за Go Up (2017)[116]
- Номинација: Роберт награда за повратак године на сцену (2018)[117]
- Номинација: Шведска награда зајбољи инострани албум, за Wanderer[118]